# João Neto (calciatore 2003)
João Roberto Rota Neto, noto semplicemente come João Neto (San Paolo, 21 maggio 2003), è un calciatore brasiliano, centrocampista del RB Bragantino.

## Caratteristiche tecniche
È un centrocampista offensivo.

## Carriera
Cresciuto nel settore giovanile del Corinthians, nel 2014 viene acquistato dal Braga che lo aggrega al proprio settore giovanile. Passato al Famalicão nel 2019, il 5 dicembre 2020 debutta fra i professionisti giocando l'incontro di Primeira Liga pareggiato 2-2 contro lo Sporting Lisbona, match che fa di lui il più giovane esordiente nella storia del club biancoblu a 17 anni, 6 mesi e 15 giorni.
Il 1º settembre 2021 viene prestato al Benfica, che lo aggrega alla propria squadra B.

## Statistiche
Statistiche aggiornate al 19 dicembre 2021.

### Presenze e reti nei club
| Stagione         | Squadra          | Campionato       | Campionato | Campionato | Coppe nazionali | Coppe nazionali | Coppe nazionali | Coppe continentali | Coppe continentali | Coppe continentali | Altre coppe | Altre coppe | Altre coppe | Totale | Totale | Totale |
| Stagione         | Squadra          | Comp             | Pres       | Reti       | Comp            | Pres            | Reti            | Comp               | Pres               | Reti               | Comp        | Pres        | Reti        | Pres   | Reti   |        |
| ---------------- | ---------------- | ---------------- | ---------- | ---------- | --------------- | --------------- | --------------- | ------------------ | ------------------ | ------------------ | ----------- | ----------- | ----------- | ------ | ------ | ------ |
| 2020-2021        | Famalicão        | PL               | 6          | 0          | CP              | 1               | 0               |                    | -                  | -                  |             | -           | -           | 7      | 0      |        |
| ago. 2021        | Famalicão        | PL               | 2          | 0          | CP+CdL          | 0               | 0               |                    | -                  | -                  |             | -           | -           | 2      | 0      |        |
| Totale Famalicão | Totale Famalicão | Totale Famalicão | 8          | 0          |                 | 1               | 0               |                    | -                  | -                  |             | -           | -           | 9      | 0      |        |
| 2021-2022        | Benfica B        | LdH              | 3          | 0          |                 | -               | -               |                    | -                  | -                  |             | -           | -           | 3      | 0      |        |
| Totale carriera  | Totale carriera  | Totale carriera  | 11         | 0          |                 | 1               | 0               |                    | -                  | -                  |             | -           | -           | 12     | 0      |        |